# Maruanas
Maruanas es una localidad española del municipio de El Carpio, perteneciente a la provincia de Córdoba, en la comunidad autónoma de Andalucía.

## Historia
La localidad fue creada por el Instituto Nacional de Colonización,estando situada dentro del término municipal de El Carpio. El diseño del poblado corrió a cargo del arquitecto Juan Arturo Guerrero Aroca, cuyo proyecto es de 1962. Las viviendas y edificios principales fueron levantados algún tiempo después, tras lo cual se instalaron los primeros colonos.
En 2022, la localidad de Maruanas tenía empadronados 285 habitantes.

## Patrimonio
En la localidad se encuentra una iglesia construida en la década de 1960 bajo proyecto del arquitecto Juan Arturo Guerrero Aroca.